# مرکز ملی سرطان‌شناسی جمهوری آذربایجان

مرکز ملی سرطان‌شناسی جمهوری آذربایجان (ترکی آذربایجانی: Milli Onkologiya Mərkəzi) یک مؤسسه علمی- تحقیقاتی واقع در باکو، پایتخت جمهوری آذربایجان، می‌باشد که در زمینه مطالعات بیماری سرطان و درمان آن تخصص یافته‌است. جمیل علی‌اف مسئولیت این مرکز را از سال ۱۹۹۰ میلادی به عهده دارد.

## تاریخچه
بنابه تصمیم مشترک شورای کمیسرهای خلق و کمیسریای بهداشت خلق آذربایجان شوروی به مورخه ۱۱ دسامبر سال ۱۹۴۰، مؤسسه علمی رادیولوژی در آذربایجان بنیان‌گذاری شد. مؤسسه تحقیقات علمی رادیولوژی رونتگن آذربایجان در سال ۱۹۴۱ و با هدف مطالعه و مداوا سرطان تأسیس شد. بعداً، مطابق با فرمان وزارت بهداشت آذربایجان شوروی به تاریخ ۱۹۶۴، این مؤسسه به مؤسسه تحقیقات علمی رادیولوژی و سرطان‌شناسی تغییر نام یافت. در اواخر دهه ۸۰ میلادی، این مؤسسه با چندین مؤسسه فعال در این زمینه و واقع در سایر شهرهای شوروی از جمله کی‌اف، لنینگراد، مسکو و غیره… همکاری‌های تنگاتنگی داشت.
از سال ۱۹۷۴ به بعد، تغییرات فراوان سازمانی تحت ریاست «ر.ن. رحیموف»، سرطان‌شناس معروف آذربایجانی، انجام گرفت. این تغییرات با ارتقاء سطح نگهداری و کیفیت خدمات همراه بود. طبق دستور وزارت بهداشت مورخ سال ۱۹۸۸، مؤسسه تحقیقات علمی رادیولوژی و سرطان‌شناسی نام مرکز علمی سرطان‌شناسی کشور را به خود گرفت.
پس از استقلال آذربایجان از شوروی، برنامه‌های پیشگیری و درمان ساماهدهی شد. در سال ۱۹۹۵، مؤسسه به مرکز ملی سرطان‌شناسی جمهوری آذربایجان تغییر نام داه شد. در حال حاضر، ۸ درمانگاه مداوای سرطان در جمهوری آذربایجان وجود دارد.
اولین مطب انکولوژی کودکان در سال ۲۰۱۲ و با همت و حمایت بنیاد حیدر علی‌اف و مهربان علیوا در داخل مرکز ملی سرطان‌شناسی جمهوری آذربایجان در این کشور ایجاد شد. سپس، در سال ۲۰۱۴ بود که دو بخش حائز اهمیت به اسامی «ساختمان درمان پزشکی» و «آزمایشگاه سرطان‌شناسی مولکولی» به فهرست قسمت‌ها اضافه شد. از دیگر قسمت‌های مرکز می‌توان به شیمی‌درمانی سرپایی، شیمی‌درمانی، تشخیص تهاجمی، خون‌شناسی و آندوسکوپی اشاره نمود.